# Televisietoren van Zagreb
De televisietoren van Zagreb is een 169 meter hoge tv-toren gebouwd van gewapend beton op de Kroatische berg Sljeme, vlak bij Zagreb.
De toren werd in 1973 gebouwd. De toren is niet toegankelijk voor publiek, maar op 75 meter hoogte is ruimte gelaten voor een restaurant.
Tijdens de onafhankelijkheidsoorlog probeerden Serviërs de toren te vernielen, maar de toren werd slechts beschadigd. Enkele jaren later werd de toren gerepareerd.
In de toren zit een torenrestaurant. Ook loopt er een kabelbaan naar de toren.